# Mas Morera
|  | Aquest article tracta sobre l'edifici de Vallromanes. Si cerqueu la masia de Manresa, vegeu «La Morera (Manresa)». |

Mas Morera és una obra del municipi de Vallromanes (Vallès Oriental) inclosa en l'Inventari del Patrimoni Arquitectònic de Catalunya.

## Descripció
Es tracta d'un edifici civil. Actualment, es troba en un estat tan ruïnós, que fins i tot s'hi ha prohibit l'entrada. Malgrat tot és remarcable per les seves dimensions, ja que la torre és la més gran de tot el poble i sembla que havia estat la més interessant pel que fa a les qualitats arquitectòniques. S'hi accedeix per un llarg camí particular que porta fins a una era situada al davant de la façana, que consta d'un cos central rectangular i dues torres que el flanquegen, de base quadrada. La decoració sembla que estava dins l'estil modernista, a base de rajola de la qual encara queden algunes restes, i de línies ondulants.

## Història
No queda res als arxius municipals que permeti conèixer l'any de construcció. És possible que sigui dels primers anys del segle xx.
Al començament del camí particular hi ha una data escrita que diu: any 1272. Potser hi havia hagut en el mateix lloc una antiga masia.